# Колодківка
Колодкі́вка —  село в Україні, у Валківській міській громаді Богодухівського району Харківської області. Населення становить 10 осіб. До 2020 орган місцевого самоврядування — Костівська сільська рада.

## Географія
Село Колодківка примикає до сіл Семківка і Костів, за 1,5 км протікає річка Карамушина.

## Історія
12 червня 2020 року, розпорядженням Кабінету Міністрів України № 725-р «Про визначення адміністративних центрів та затвердження територій територіальних громад Харківської області», увійшло до складу Валківської міської громади.
19 липня 2020 року, в результаті адміністративно-територіальної реформи та ліквідації Валківського району, село увійшло до складу Богодухівського району.